# Брендле, Курт
Курт-Вернер Брендле (нем. Kurt-Werner Brändle; 19 января 1912, Людвигсбург, Вюртемберг — 3 ноября 1943, Амстердам) — немецкий лётчик, ас люфтваффе, обладатель 180 побед. Кавалер Рыцарского креста Железного креста с дубовыми листьями. Управлял самолётом Messerschmitt Bf.109 G-6.

## Карьера
В люфтваффе зачислен в 1937 году, изначально проходил службу в пехоте. Перед началом войны был в звании оберлейтенанта, служил в 4-й эскадрильи 53-й истребительной эскадры. Участвовал в боях в Нидерландах, Бельгии, Дании и Франции. Первую победу одержал 13 мая 1940 года, сбив к югу от Седана самолёт Morane-Saulnier MS.406. 26 мая того же года столкнулся с Dornier Do 17 и получил повреждения, однако довольно быстро восстановился и продолжил войну уже над Ла-Маншем. С 11 по 16 августа сбил три самолёта, получил должность штаффель-капитана. К концу года одержал ещё 4 победы.
Прослужив пять месяцев на Западном фронте, Брендле в составе 53-й эскадры был переброшен на Восточный фронт, поддерживая с воздуха группы армий «Север» и «Юг». Благодаря открывшимся возможностям карьера Бренделя пошла ввысь: к февралю 1942 года он уже командовал 5-й эскадрильей 53-й эскадры в Комизо (Италия), откуда совершал вылеты в направлении Мальты. На этом театре боевых действий он сбил 7 самолётов противника.
Весной 1942 года он стал командиром 2-й группы 3-й эскадры и 20 мая 1942 года на Восточном фронте сбил советский Р-5. 1 июля 1942 года после 470 вылетов и 49 побед он был награждён Рыцарским крестом Железного креста. За два месяца он довёл число побед до 100, сбив 100-й самолёт 27 августа и получив звание майора. После разгрома немецких войск под Сталинградом Курт Брендле продолжил службу, охраняя Дон. Незадолго до начала Курской битвы он сбил 16 самолётов противника. 5 июля 1943 года, в день начала операции «Цитадель», группа Брендле одержала 31 воздушную победу, а сам лётчик лично сбил 5 самолётов и довёл счёт своих побед до 151. В конце лета его группа покинула Восточный фронт по причине краха операции «Цитадель» и перелетела в Нидерланды, которые стали подвергаться американским бомбардировкам.
3 ноября 1943 года Брендле атаковал среднюю группу бомбардировщиков B-26 «Мародёр», которую прикрывали два истребителя P-47 Thunderbolt. Они двигались быстрее истребителей прикрытия, и Брендле пошёл в атаку, однако попал под огонь вражеских истребителей и разбился насмерть. Предполагается, что его сбил Supermarine Spitfire из Королевских Канадских ВВС, крыла под командованием Ллойда Чедбёрна. Тело Брендле обнаружили в Зандвоорте 30 декабря 1943 года. Похоронен в Амстердаме 14 января 1944 года.

## Награды
- Железный крест (1939):
  - 2-го класса (20 апреля 1940)[1];
  - 1-го класса (3 сентября 1940)[1].
- Немецкий крест в золоте[2].
- Рыцарский крест Железного креста:
  - Основная награда (1 июля 1942)[3];
  - Рыцарский крест с дубовыми листьями (27 августа 1942)[3].